# Buddy Collette
William Marcel Collette, detto Buddy (Los Angeles, 6 agosto 1921 – Los Angeles, 19 settembre 2010), è stato un sassofonista, flautista e clarinettista statunitense.
È stato uno dei membri fondatori del Chico Hamilton Quintet.

## Biografia
Nato a Los Angeles il 6 agosto 1921, crebbe a Watts, a Los Angeles, un'area nella parte meridionale della città, in una casa costruita dal padre nel quartiere popolare di Central Gardens. Frequentò la scuola elementare Ninetysixth Street School, uno dei pochi istituti che concedeva l'iscrizione anche a studenti afroamericani. Nonostante le difficoltà finanziarie della famiglia, Collette crebbe frequentando persone di ogni estrazione sociale, in virtù del melting pot tipico degli Stati Uniti.
Collette iniziò a suonare il pianoforte all'età di dieci anni, incoraggiato dalla nonna. Questo provocò in lui un grande amore per la musica, che venne ulteriormente stimolato dai suoi genitori, anch'essi grandi appassionati e musicisti (il padre suonava il pianoforte, mentre la madre era cantante). Durante gli anni delle scuole medie, Collette iniziò anche a suonare il sassofono e formò il suo primo gruppo musicale insieme a Charlie Martin, Vernon Slater, Crosby Lewis e Minor Robinson. All’inizio il gruppo si esibiva suonando brani di Dootsie Williams, che i genitori di Collette avevano ricevuto durante una festa.
L'anno seguente, Collette fondò un nuovo gruppo musicale con Ralph Bledsoe e Raleigh Bledsoe, con i quali il sabato sera suonava alle feste organizzate nella zona per un dollaro ciascuno. In seguito Collette avviò un terzo gruppo che alla fine incluse anche Charles Mingus al basso. Collette aiutò, nel tempo, Mingus a sviluppare il proprio stile più moderato e i due divennero ottimi amici.
Tra i molti musicisti da lui citati come ispirazione, Collette menzionò spesso William Jr., Coney, Britt e George Woodman, figli del trombonista William Woodman. Queste figure, sebbene più giovani di lui, erano già riuscite, ai tempi del liceo, a guadagnarsi da vivere con la musica, divenendo così fonte d'ispirazione per musicisti come Collette. All'età di quindici anni, Collette divenne parte del gruppo dei fratelli Woodman, insieme a Joe Comfort, George Reed e Jessie Sailes.
Collette attribuisce ai fratelli Woodman il merito di aver trovato il suono jazz di Watts.

## Carriera musicale
Durante i suoi primi due anni di liceo, Collette iniziò a recarsi a Los Angeles per stabilire collegamenti con altri musicisti. Al Million Dollar Theatre, lui e il suo gruppo gareggiarono in una competizione tra band, ma persero contro un gruppo che includeva Jackie Kelson, Chico Hamilton e Al Adams. Successivamente, a Collette fu chiesto di unirsi alla band vincitrice, guadagnando ventuno dollari a settimana. Più tardi si unì a loro anche l'amico Charles Mingus.
All'età di 19 anni, Collette iniziò a prendere lezioni di musica da Lloyd Reese, insegnante anche di Eric Dolphy e Charles Mingus: Collette ha attribuito a Reese il merito di avergli insegnato a gestirsi nel mondo della musica in rapporto a sé stesso e agli altri musicisti.
Dopo aver prestato servizio come leader della band della US Navy, suonò con gli Stars of Swing (Woodman, Mingus e Lucky Thompson), Louis Jordan e Benny Carter.
Nel 1949, fu l'unico membro nero della band per You Bet Your Life, un programma televisivo e radiofonico ospitato da Groucho Marx: fu il primo musicista nero a essere assunto da un'orchestra di studio televisivo trasmessa a livello nazionale, tanto che il direttore dell'orchestra, Jerry Fielding, arrivò a ricevere lettere di odio per aver appoggiato Collette come musicista in una posizione così rispettabile. Il lavoro di Collette, tuttavia, e la stabilità del suo impiego all'interno del popolare programma televisivo furono un segno importante verso la conquista di opportunità sempre più significative e di spicco anche per i musicisti neri.
Negli anni '50 lavorò come musicista in studio con Frank Sinatra, Ella Fitzgerald, Duke Ellington, Count Basie, Nat King Cole e Nelson Riddle.
Nel 1955, fu membro e fondatore del Chico Hamilton Quintet, nel quale suonava il flauto insieme con il chitarrista Jim Hall, il violoncellista Fred Katz e il bassista Carson Smith. Fu anche insegnante di musicisti di spicco come Mingus, James Newton, Eric Dolphy, Charles Lloyd e Frank Morgan.
Sebbene le informazioni sulla relazione tra Groucho Marx e Buddy Collette siano scarse, non vi è dubbio che il loro rapporto fosse stato significativo. Marx era, negli anni '40, una delle principali figure dell'industria cinematografica, diventato celebre grazie a film come "Zuppa d'anatra" e "Una notte all'opera": i successi di Marx, fino a You Bet Your Life, erano stati condivisi con i suoi fratelli, che, con il nome di Fratelli Marx, avevano intrattenuto il pubblico fin dai tempi della loro infanzia.

## Collaborazioni musicali
Sull'onda del crescente successo, verso la fine degli anni '40 Buddy Collette venne chiamato sempre più frequentemente per collaborazioni e registrazioni su sassofono contralto con musicisti come Ivie Anderson, Johnny Otis, Gerald Wilson, Ernie Andrews e Charles Mingus. In particolare, Collette e Mingus formarono la loro prima band nel 1933, e fu proprio questo primo gruppo a fare da forza trainante per Mingus nel convincerlo a passare dal violoncello al basso. Il contrappunto tra questi improbabili accoppiamenti strumentali sbocciò in un'amicizia permanente: nel 1946, ad esempio, formarono il gruppo Stars of the Swing che comprendeva anche il trombonista Britt Woodman, il trombettista John Anderson, il sassofonista tenore Lucky Thompson (sostituito da Teddy Edwards in precedenza), il pianista Spaulding Givins (in seguito noto come Nadi Qamar) e il batterista Oscar Bradley.
Inoltre, Collette collaborò con Benny Carter, con la Community Symphony Orchestra di Los Angeles, Percy Faith, Joe Liggins, Gerald Wilson Orchestra, e fu direttore musicale del programma di jazz band alla Loyola Marymount University.

## Coinvolgimento nei sindacati musicali
Intorno ai primi del 1900 Los Angeles era principalmente divisa in due sindacati musicali: il Local 47, un sindacato per musicisti bianchi e il Local 767, un sindacato per musicisti neri. Buddy Collette e molti altri musicisti neri, tra cui Bill Green, Charles Mingus, Britt Woodman Milt Holland, concentrarono le proprie forze per unirli in un unico sindacato: diedero dunque vita ad un'orchestra sinfonica interrazziale che si esibiva presso la Humanist Hall sulla ventitreesima e presso l'Union. Questo gruppo ricevette grande pubblicità da parte di figure iconiche come "Sweets" Edison, Nat King Cole e Frank Sinatra, che sostennero pubblicamente il gruppo interrazziale, e fu proprio dal successo di questo gruppo che nacque la coalizione dei due sindacati locali.
Buddy Collette alla fine divenne membro del consiglio di amministrazione del Local 767 insieme a Bill Douglass nella posizione di vicepresidente. Dopo tre anni di lavoro con Leo Davis e James Petrillo, rispettivamente i presidenti di Local 767 e Local 47, i due gruppi divennero ciò che Collette chiamò una "fusione" nel 1953. Ciò significò maggiori opportunità per i musicisti sia in carriera che in prestazioni assicurative, ma ebbe anche un enorme ruolo in termini di progresso razziale.

## Associazione con il Quintetto di Chico Hamilton
Nel 1955 Buddy Collette divenne un membro fondatore del quintetto jazz guidato dal percussionista Chico Hamilton. Il quintetto era noto per avere il violoncellista e pianista Fred Katz come fulcro della band, tanto che Collette si riferiva a Katz come "il primo violoncello jazz". Nel quintetto erano inclusi anche il chitarrista Jim Hall e il bassista Jim Aton, successivamente sostituiti da Carson Smith. Il gruppo divenne famoso a livello nazionale e divenne una delle band jazz più influenti della West Coast, esempio per eccellezza del rilassato " cool jazz " degli anni '50. Nel quintetto, Collette suonava sassofoni tenore e contralto, flauto e clarinetto.
Nel 1957 il gruppo, accompagnato dal flautista Paul Horn e dal chitarrista John Pisano, fece un'apparizione cameo nel film di Burt Lancaster-Tony Curtis, " Piombo rovente". Più tardi nello stesso anno, Collette collaborò con Horn nel suo ensemble di flautisti, "Swinging Shepherds", un gruppo di quattro flauti. Nel 1960 il quintetto ha anche offerto una performance significativa nel documentario del Newport Jazz Festival " Jazz in a Summer's Day ", insieme al flautista Eric Dolphy. Più tardi, nel 1996, quando la Library of Congress commissionò a Collette di scrivere ed esibirsi in un concerto speciale per big band per evidenziare la sua lunga carriera, egli riunì alcuni vecchi collaboratori musicali per esibirsi con lui, tra cui Chico Hamilton.

## Eredità e influenza
La carriera di Buddy Collette come musicista ha prodotto non solo un'ampia discografia, ma ha creato e trasformato numerosi musicisti. Collette ha dedicato gran parte della sua carriera all'insegnamento e al tutoraggio di altri, aiutando artisti più giovani a diventare artisti professionisti e altamente qualificati. Tra gli allievi di Collette si ricordano Eric Dolphy, Frank Morgan e James Newton.
Collette inizialmente insegnava e faceva da mentore nel distretto di Watts a Los Angeles, ma in seguito iniziò a viaggiare ed esibirsi in tutto il paese. Verso la seconda metà della sua carriera, Collette era molto richiesto come insegnante in seminari e cliniche musicali nelle università di tutto il paese, oltre a essere invitato ad esibirsi e prendere parte a jam session. Una delle sue affiliazioni più importanti è con il programma di storia orale dell'UCLA, in cui ha contribuito in modo determinante al programma Sounds della Central Avenue, gestito da Stephen Isoardi. Collette si è anche unito alla facoltà della California State University, nel campus di Pomona, nel 1992, dove è stato direttore della band jazz e combo. Collette ha inoltre ricoperto importanti incarichi presso CSULA, CSULB, California State University Dominguez Hills e Loyola Marymount University. È stato designato Tesoro culturale vivente di Los Angeles dalla città di Los Angeles alla fine degli anni '90 e, nei primi anni del 2000, stava componendo musica per Jazz America, una band di giovani virtuosi del jazz che ha co-fondato.
L'eredità di Collette sopravvive attraverso le varie carriere che ha contribuito a trasformare. Attraverso il suo lavoro in collaborazione con le unioni musicali, come host di jam session regolari e come organizzatore della comunità multi-razziale Humanist Symphony Orchestra, Collette ha aiutato innumerevoli musicisti a trovare i loro suoni distintivi e perfezionare le loro abilità. La carriera e i risultati di Buddy Collette sono stati premiati dalla Los Angeles Jazz Society, dove ha ricevuto un encomio speciale, e con il Lifetime Achievement Award della American Federation of Musicians. Locale 47, per i suoi contributi musicali che durano quattro decenni. L'eredità di Collette sopravvive attraverso il programma JazzAmerica, un'organizzazione senza fini di lucro che ha co-fondato nel 1994 che mira a portare il jazz nelle aule delle scuole medie e superiori nella grande area di Los Angeles senza tasse scolastiche.

## Discografia

### Come leader / co-leader
- Tanganyika (Dig, 1956)
- Man of Many Parts (Contemporary, 1956)
- Cool, Calm & Collette (ABC-Paramount, 1957)
- Everybody's Buddy (Challenge, 1957)
- Porgy & Bess (Interlude, 1957)
- Nice Day with Buddy Collette (Contemporary, 1957)
- Flute Fraternity (Mode, 1957) con Herbie Mann
- Aloha to Jazz (Bel Canto, 1957)
- Jazz Loves Paris (Specialty, 1958)
- Marx Makes Broadway (VSOP, 1958)
- Buddy Collette's Swinging Shepherds (EmArcy, 1958)
- Buddy Collette Septet - Polynesia (Music & Sound, 1959)
- Al cinema! (Mercury, 1959)
- The Polyhedric Buddy Collette (Music Records, 1961)
- Buddy Collette in Italia (Ricordi, 1961)
- The Soft Touch of Buddy Collette (Music Records, 1962)
- The Buddy Collette Quintet (Studio West, 1962) con Irene Kral
- The Girl from Ipanema (Crown, 1964)
- Warm Winds (World Pacific, 1964) con Charles Kynard
- Buddy Collette on Broadway (Survey, 1966)
- Now and Then (Legend, 1973)
- Block Buster (RGB, 1974)
- Flute Talk (Soul Note, 1988)
- Jazz for Thousand Oaks (UFO Bass, 1996)
- Live from the Nation's Capital (Bridge, 2000)
- Tasty Dish (Fresh Sound / Jazz Archives, 2004)
- Live at El Camino College (UFO Bass, 2006)[7]

### Come sideman
Con Chet Baker
- Blood, Chet and Tears (Verve, 1970)

Con Louis Bellson
- Music, Romance and Especially Love (Verve, 1957)
- Louis Bellson Swings Jule Styne (Verve, 1960)

Con Brass Fever
- Brass Fever (Impulse !, 1975)
- Il tempo sta scadendo (Impulse !, 1976)

Con James Brown
- Soul on Top (King, 1969)

Con Red Callender
- Swingin 'Suite (Crown, 1957)
- The Lowest (MetroJazz, 1958)

Con Conte Candoli
- Little Band Big Jazz (Crown, 1960)

Con Benny Carter
- Aspetti (United Artists, 1959)
- Aggiunte ad ulteriori definizioni (Impulse !, 1966)

Con June Christy
- Something Cool (Capitol, 1955)
- Ballads for Night People (Capitol, 1959)

Con Nat King Cole
- LOVE (Capitol, 1965)

Con Miles Davis e Michel Legrand
- Dingo (Warner Bros., 1991)

Con Sammy Davis, Jr.
- The Wham of Sam (Reprise, 1961)

Con Ella Fitzgerald
- Ella Fitzgerald canta il libro di canzoni di George e Ira Gershwin (Verve, 1959)

Con Gil Fuller
- Gil Fuller e l'Orchestra del Monterey Jazz Festival con Dizzy Gillespie (Pacific Jazz, 1965)

Con Ted Gärdestad
- Blue Virgin Isles (Epic, 1978)

Con Jimmy Giuffre
- The Jimmy Giuffre Clarinet (Atlantic, 1956)

Con Chico Hamilton
- Quinto di Chico Hamilton con Buddy Collette (Pacific Jazz, 1955)
- The Original Chico Hamilton Quintet (World Pacific, 1955 [1960])
- Chico Hamilton Quintet in Hi Fi (Pacific Jazz, 1956)
- Ellington Suite (World Pacific, 1959)
- I tre volti di Chico (Warner Bros., 1959)

Con Eddie Harris
- Come puoi vivere così? (Atlantico, 1976)

Con Jon Hendricks
- ¡Salud! João Gilberto, creatore della Bossa Nova (Reprise, 1961)

Con Freddie Hubbard
- The Love Connection (Columbia, 1979)

Con Quincy Jones
- Vai a ovest, amico! (ABC Paramount, 1957)

Con Fred Katz
- Soul ° Cello (Decca, 1958)
- Canzoni popolari per Far Out Folk (Warner Bros., 1958)

Con Stan Kenton
- Kenton / Wagner (Capitol, 1964)

Con Barney Kessel
- Easy Like (Contemporary, 1956)
- Music to Listen to Barney Kessel By (Contemporary, 1957)
- Carmen (contemporanea, 1958)

Con Wade Marcus
- Metamorfosi (Impulse !, 1976)

Con Les McCann
- Les McCann Sings (Pacific Jazz, 1961)

Con Carmen McRae
- Carmen for Cool Ones (Decca, 1958)
- Ritratto di Carmen (Atlantico, 1968)

Con Charles Mingus
- The Complete Town Hall Concert (Blue Note, 1962 [1994])

With Blue Mitchell
- Bantu Village (Blue Note, 1969)

Con Lyle Murphy
- Quattro sassofoni in dodici toni (PNL, 1955)

Con Oliver Nelson
- <i id="mwAdA">Zig Zag</i> (Original Motion Picture Score) (MGM, 1970)
- Skull Session (Flying Dutchman, 1975)
- Stolen Moments (East Wind, 1975)

Con Dory Previn
- On My Way to Where (United Artists, 1970)
- Mythical Kings and Iguanas (United Artists, 1971)
- Dory Previn (Warner Bros., 1974)

Con Don Ralke
- Bongo Madness (Crown, 1957)

Con Buddy Rich
- This One's for Basie (Norgran, 1956)

Con Little Richard
- Mr. Big (Joy, 1965 [1971])

Con Shorty Rogers
- La quarta dimensione del suono (Warner Bros., 1961)

Con Pete Rugolo
- La musica di Richard Diamond (EmArcy, 1959)
- Dietro Brigitte Bardot (Warner Bros., 1960)

Con Horace Silver
- Silver 'n Wood (Blue Note, 1974)
- Silver 'n Brass (Blue Note, 1975)
- The Continuity of Spirit (Silverto, 1985)

Con Frank Sinatra
- Sinatra's Swingin 'Session! ! ! (Capitol, 1961)
- LA Is My Lady (Qwest, 1984)

Con Gábor Szabó e Bob Thiele
- Light My Fire (Impulse !, 1967)

Con The Tree Sounds
- Soul Symphony (Blue Note, 1969)
- Percussione persistente (1960, Kent, KST 500)

Con Mel Tormé
- Comin 'Home Baby! (Atlantico, 1962)

Con Stanley Turrentine
- Everybody Come On Out (Fantasy, 1976)

Con Gerald Wilson
- Farai meglio a crederci! (Pacific Jazz, 1961)
- Lomelin (Discovery, 1981)

Con Nancy Wilson
- Broadway - My Way (Capitol, 1964)

Con Red Norvo
- Ad Lib (Liberty, 1957)